# Myosorex varius
Myosorex varius là một loài động vật có vú trong họ Chuột chù, bộ Soricomorpha. Loài này được Smuts mô tả năm 1832.